# Festival Internacional de Cine de Cannes de 1969
La 22.ª edición del Festival Internacional de Cine de Cannes se desarrolló entre el 8 y el 23 de mayo de 1969. La Grand Prix du Festival International du Film fue otorgada a If.... de Lindsay Anderson. El festival se abrió con Sweet Charity, dirigida por Bob Fosse.
En este festival se añade una nova sección no competitiva llamada "Quincena de Realizadores", en respuesta a la cancelación del festival de 1968.

## Jurado

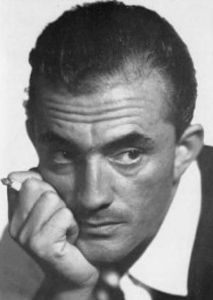
Luchino Visconti, presidente del jurado

Las siguientes personas fueron nominadas para formar parte del jurado de la competición principal en la edición de 1969:
- Luchino Visconti (Italia) (presidente)
- Txinghiz Aitmatov (URSS)
- Marie Bell (Francia)
- Jaroslav Boček (Checoslovaquia)
- Veljko Bulajić (Yugoslavia)
- Stanley Donen (EE. UU.)
- Jerzy Glucksman (Suecia) (estudiante)
- Robert Kanters (Francia) (crítico)
- Sam Spiegel (EE. UU.)

Cortometrajes
- Charles Duvanel (Suiza)
- Mihnea Gheorghiu (Rumanía)
- Claude Soulé (Francia) (funcionario del CST)

## Selección oficial
Las siguientes películas compitieron por la Palma de Oro:

### En competición – películas
- Ådalen 31 de Bo Widerberg
- Všichni dobří rodác de Vojtěch Jasný
- The Appointment de Sidney Lumet
- Calcutta de Louis Malle
- Dillinger è morto de Marco Ferreri
- Don't Let the Angels Fall de George Kaczender
- Antonio das mortes de Glauber Rocha
- Easy Rider de Dennis Hopper
- Faráruv konec de Evald Schorm
- Flashback de Raffaele Andreassi
- Le Grand amour de Pierre Étaix
- Polowanie na muchy de Andrzej Wajda
- Nihon no seishun de Masaki Kobayashi
- If.... de Lindsay Anderson
- Isadora de Karel Reisz
- Biće skoro propast sveta de Aleksandar Petrović
- Gli intoccabili de Giuliano Montaldo
- Michael Kohlhaas - Der Rebell de Volker Schlöndorff
- Manden der tænkte ting de Jens Ravn
- Matzor de Gilberto Tofano
- Metti una sera a cena de Giuseppe Patroni Griffi
- Ma nuit chez Maud de Éric Rohmer
- The Prime of Miss Jean Brodie de Ronald Neame
- Slaves de Herbert Biberman
- España otra vez de Jaime Camino
- Z de Costa Gavras

## Películas fuera de competición
- Andrei Rublev de Andrei Tarkovsky
- L'Amour de la vie – Artur Rubinstein de François Reichenbach
- Zbehovia a pútnici de Juraj Jakubisko
- Et L'Angleterre Sera Détruite de János Veiczi
- Sweet Charity de Bob Fosse
- That Cold Day in the Park de Robert Altman

### Cortometrajes en competición
Los siguientes cortometrajes competían para la Palma de Oro al mejor cortometraje:
- Le Ballet des Jacungos de Jean Manzon
- Cîntecele Renasterii de Mirel Ilieşiu
- Goldframe de Raoul Servais
- L'Homme aux chats de Henri Glaeser
- Moc osudu de Jiří Brdečka
- Niebieska kula de Miroslaw Kijowicz
- La Pince à ongles de Jean-Claude Carrière
- Red Arrows de John Edwards
- Short Seven de Jonne Severijn
- Su sambene non est aba de Luigi Gonzo y Manfredo Manfredi
- Toccata de Herman van der Horst
- El Triunfo de la muerte de José María Gutiérrez
- Das Verräterische Herz de Paul Anczykowski
- World of Man de Albert Fischer & Michael Collyer

## Secciones paralelas

### Semana Internacional de la Crítica
Las siguientes películas fueron elegidas para ser proyectadas en la Semana de la Crítica (8º Semaine de la Critique):
- Cabascabo de Oumarou Ganda (Níger)
- Charles mort ou vif de Alain Tanner (Suiza)
- La Dame de Constantinople de Judit Elek (Hungría)
- La Hora de los hornos de Fernando Solanas (Argentina)
- King, Murray de David Hoffman (EE. UU.)
- More de Barbet Schroeder (Luxemburgo)
- La boda de mi chica (My Girlfriend's Wedding) de Jim McBride (EE. UU.)
- Pagine chiuse de Gianni da Campo (Italia)
- La Rosière de Pessac de Jean Eustache (Francia)
- La Voie de Mohamed Slimane Riad (Argelia)
- In the Year of the Pig de Emile de Antonio (EE. UU.)
- Jagdszenen aus Niederbayern de Peter Fleischmann (RFA)
- Pars n’existe pas de Robert Benayoun (Francia)

### Quincena de Realizadores
Las siguientes películas fueron elegidas para ser proyectadas en la Quincena de Realizadores de 1969 (Quinzaine des Réalizateurs):
- Acéphale de Patrick Deval (Francia)
- Adam 2 de Jan Lenica (RFA)
- Ballade pour un chien de René Allio, Gérard Vergez (Francia)
- Barravento de Glauber Rocha (Brasil)
- Entre la mer et l'eau douce de Michel Brault (Canadá)
- Brandy In the Wilderness de Stanton Kaye (EE. UU.)
- O Bravo Guerreiro de Gustavo Dahl (Brasil)
- Brasil Ano 2000 de Walter Lima Jr (Brasil)
- Calcutta (doc.) de Louis Malle (Francia)
- Capitu de Paulo Cezar Saraceni (Brasil)
- Capricci de Carmelo Bene (Italia)
- Christopher's Movie Matinee de Mort Ransen (Canadá)
- Le Cinématographe de Michel Baulez (Francia)
- De mère en fille (doc.) de Anne-Claire Poirier (Canadá)
- Kōshikei de Nagisa Oshima (Japón)
- Shinjuku Dorobō Nikki de Nagisa Oshima (Japón)
- Drôle de jeu de Pierre Kast (Francia)
- Duett för kannibaler de Susan Sontag (Suecia)
- Eine Ehe de Hans Rolf Strobel y Heinrich Tichawsky (RFA)
- The Ernie Game de Don Owen (Canadá)
- L'été de Marcel Hanoun (Francia)
- Cara a cara de Júlio Bressane (Brasil)
- La primera carga al machete de Manuel Octavio Gomez (Cuba)
- Pět holek na krku de Evald Schorm (Checoslovaquia)
- Fuoco! de Gian Vittorio Baldi (Italia)
- Une femme douce de Robert Bresson (Francia)
- Les Gommes de Francis Deroisy (Bélgica)
- Head de Bob Rafelson (EE. UU.)
- Het compromis de Philo Bregstein (Países Bajos)
- The Illiac Passion de Gregory Markopoulos (Francia)
- Image, Flesh and Voice de Ed Emshwiller (EE. UU.)
- Invasión de Hugo Santiago (Argentina)
- Jardim de guerra de Neville dAlmeida (Brasil)
- Le Joujou Chéri de Gabriel Axel (Dinamarca)
- Jusqu’au cœur de Jean-Pierre Lefèbvre (Canadá)
- Kid Sentiment de Jacques Godbout (Canadá)
- Le lit de la Vierge de Philippe Garrel (Francia)
- Lucía de Humberto Solas (Cuba)
- Mai 68, la belle ouvrage (doc.) de Jean-Luc Magneron (Francia)
- Marie de Marta Meszaros (Hungría)
- Marketa Lazarová de František Vláčil (Checoslovaquia)
- Money, Money de José Varela (Francia)
- The Most Beautiful Age de Jaroslav Papoušek (Checoslovaquia)
- Mumbo-Jumbo de Jean-Luc Magneron (Francia)
- Nocturn 29 de Pere Portabella (España)
- Nous n’irons plus au bois de Georges Dumoulin (Francia)
- Nostra Signora dei Turchi de Carmelo Bene (Italia)
- Partner de Bernardo Bertolucci (Italia)
- Paul de Diourka Medveczky (Francia)
- Paulina s'en va de André Téchiné (Francia)
- La Poupée Rouge de Francis Leroi (Francia)
- Rhodesia Countdown de Michael Raeburn (Zimbawue)
- Scratch Harry de Alex Matter (EE. UU.)
- Sirokkó de Miklos Jancso (Hungría)
- Les contrebandières de Luc Moullet (Francia)
- Soliloquy de Stephen Dwoskin (Gran Bretaña)
- Terry Withmore For an Example de Bill Brodie (Suècia)
- Three de James Salter (EE. UU.)
- Ruusujen aika de Risto Jarva (Finlàndia)
- The Trip de Roger Corman (EE. UU.)
- Tu imagines Robinson de Jean-Daniel Pollet (Francia)
- Vie provisoire de Mauricio Gomez Leite (Brasil)
- Les vieilles lunes de David Fahri (Suiza)
- Le viol d'une jeune fille douce de Gilles Carle (Canadá)
- Vive la mort de Francis Reusser (Suiza)
- Le Voyage de Fernando Cony Campos (Brasil)
- Wheel Of Ashes de Peter Goldman (EE. UU.)
- Yvon, Yvonne de Claude Champion (Suiza)

Cortometrajes
- 5/7/35 de Jean Mazeas (França)
- Adrien s'éloigne de Claude Guillemot (Francia)
- Arrabal de Jacques Poitrenaud (Francia)
- Athènes, ville sourire de Lambros Liaropoulos (Grecia)
- Black Movie de Adrian (Francia)
- Chinese Chekers de Stephen Dwoskin (Gran Bretaña)
- Einer Mädchenhaut de Klaus Schönherr (Francia)
- Erin Ereinté de Jean-Paul Aubert (Francia)
- Flash-Parc de Frank Cassenti (Francia)
- Fuses de Carolee Schneemann (EE. UU.)
- Galaxie de Gregory Markopoulos (Francia)
- Gedanken beim Befühlen de Klaus Schönherr (Francia)
- Hemingway de Fausto Canel (Cuba)
- Jeanne et la moto de Diourka Medveczky (Francia)
- Journal de séjour a Marseille de C. Lindenmeyer, Gérard Levy-Clerc (Francia)
- La page dévoilée de Jim Hodgetts y Mike Marshall (Francia)
- La poursuite impitoyable de J.J. Schakmundes, R. Guillon (Francia)
- Le mariage de Clovis de Daniel Duval (Francia)
- Le Sursitaire de Serge Huet (Francia)
- Les Stabiles de Christian Lara (Francia)
- Libi de Otto Muehl (Francia)
- Marie et le Curé de Diourka Medveczky (Francia)
- Miss Paris et le Majordome de Georges Dumoulin (Francia)
- Monsieur Jean-Claude Vaucherin de Pascal Aubier (Francia)
- N.O.T.H.I.N.G. de Paul Sharits (Francia)
- Naissant de Stephen Dwoskin (Gran Bretanya)
- On the Every Day of the Eyes of Death de Robert Beavers (Francia)
- Paris des Négritudes de Jean Schmidt (Francia)
- Permanence de Busioc Ionesco (Romania)
- Que s’est-il passé en Mai? de Jean-Pierre Savignac (Francia)
- Rohfilm de G. Hein (Francia)
- S. Macht am Sonntag-Nachmittag keinen Film de Dieter Meier (Francia)
- Scenes from Under Childhood de Stan Brakhage (Francia)
- Souvenir de la nuit du 4 de Patrice Gauthier, Henry Lange (Francia)
- Speak de John Latham (Gran Bretaña)
- The Mysteries de Gregory Markopoulos (Francia)
- Twice A Man de Gregory Markopoulos (Francia)
- Untebrochene Flugverbindungen de Dieter Meier (Francia)
- Versucht mit Synth. Ton de Kurt Kren (Francia)
- Winged Dialogue de Robert Beavers (Francia)

## Palmarés
Los galardonados en las secciones oficiales de 1969 fueron:
- Grand Prix du Festival International du Film: If.... de Lindsay Anderson
- Gran Premio del Jurado: Ådalen 31 de Bo Widerberg
- Mejor director:
  - Glauber Rocha por Antonio das mortes
  - Vojtěch Jasný por Všichni dobří rodáci
- Premio a la interpretación masculina: Jean-Louis Trintignant por Z
- Premio a la interpretación femenina:Vanessa Redgrave por Isadora
- Premio del Jurado: Z de Costa Gavras (Unanimitat)
- Mejor primer trabajo:  Easy Rider de Dennis Hopper
- Palma de Oro al mejor cortometraje: Cîntecele Renasterii de Mirel Ilieşiu
- Mención especial (o Premio del Jurado): La Pince à ongles de Jean-Claude Carrière

### Premios independentes
- Premios FIPRESCI[9]ː Andrei Rublev de Andrei Tarkovsky

Commission Supérieure Technique
- Gran Premio Técnico - Mención especial: Všichni dobří rodáci de Vojtěch Jasný
- Cortometraje - Mención especial: Cîntecele Renasterii de Mirel Ilieşiu y Toccata de Herman van der Horst

## Ceremonias
- Datos: Q375267